# Kern & Co
Kern & Co byla švýcarská firma, která vyráběla geodetické a fotogrammetrické přístroje. Rovněž vyráběla fotografické a filmové objektivy, fotoaparáty, dalekohledy, mikroskopy a další optické přístroje a zařízení pro lékařské a vojenské účely. Sídlo firmy bylo ve městě Aarau. Firma byla založena v roce 1819. Dne 13. května 1988 byla zakoupena svým největším konkurentem, firmou Wild Heerbrugg. Ta ale v roce 1990 fúzovala s firmou Leica Geosystems. Výroba v továrně v Aarau byla ukončena 29. ledna 1991.

## Historie

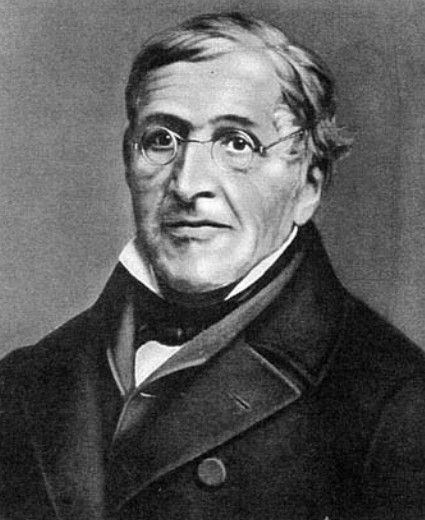
Zakladatel firmy Jakob Kern (1790-1867)

Švýcarský mechanik Jakob Kern se po vyučení odebral do Mnichova, tehdejšího centra stavby optických přístrojů a jemné mechaniky. Po návratu z Mnichova v roce 1819 založil v Aarau na svatovavřineckém předměstí (Laurenzenvorstadt) svou dílnu na rýsovací potřeby. Potom rozšířil výrobu o fyzikální a geodetické přístroje. Poptávka po těchto přístrojích rostla díky stavbám železnic. Teodolity Kern byly použity například při stavbě Simplonskédo tunelu v letech (1898-1905). Závod se přestěhoval do větších prostor a v roce 1850 měl 50 zaměstnanců. V roce 1895 již 122 zaměstnanců.
V roce 1863 Jakob Kern předal podnik svým synům Adolfovi a Emilovi. V roce 1888 převzal firmu Adolfův syn Heinrich a přejmenoval ji na Kern & Co.
Objem výroby nadále stoupal a firma byla transformována na akciovou společnost Kern & Co. AG. V roce 1914 plánovala firma otevření filiálky v Petrohradu, ale válečné události tomu zabránily. Během první světové války měla firma problémy s dodávkami čoček a proto bylo rozhodnuto zahájit vlastní výrobu těchto součástek. V roce 1919 se z berlínské firmy C. P. Goerz vrátil do Švýcarska konstruktér Walther Zschokke (1870-1951), ktermu bylo svěřeno vedení optické části výroby. V roce 1925 ale byl nucen pro rozpory s vedením firmu opustit.
Dne 1. června 1920 byla otevřena nová továrna na Schachenallee. V roce 1923 začala firma vyrábět fotoaparáty, v roce 1925 dalekohledy.
Po první světové válce ale objem výroby stagnoval, když se v roce 1921 objevila konkurenční firma Wild Heerbrugg se svými moderními přístroji.
V roce 1933 převzal vedení firmy zástupce 4. generace rodiny, JUDr. Walter Kern, který spravoval firmu až do roku 1969.
V roce 1937 přešel do firmy konstruktér Heinrich Wild ze své mateřské továrny Wild Heerbrugg. Realizoval zde své nejnovější konstrukce a vynálezy.
Po druhé světové válce začala firma vyrábět objektivy pro filmové kamery další švýcarské firmy Bolex-Paillard.
V roce 1945 byla založena dceřiná firma Kern Instrumentes Inc. v Portchesteru ve Spojených státech amerických.
V roce 1958 proběhla reorganizace firmy. Do svého výrobního programu zařadila i fotogrammetrické přístroje.
V roce 1972 byla založena dceřiná firma v Kanadě, v roce 1976 pak v Brazílii a v Dánsku.
V sedmdesátých a osmdesátých letech firma vyráběla vedle běžného sortimentu geodetických přístrojů nejpřesnější přístroje (dvoukruhové vteřinové teodolity Kern DKM a ve své době nejpřesnější světelné dálkoměry Kern Mekometer). Koncem sedmdesátých let zahájila firma vývoj digitálních teodolitů (E1 až E10) a nasazovacích světelných dálkoměrů řady DM500.
Posledním ředitelem firmy byl Peter Kern, zástupce páté generace vlastníků. Ten firmu v roce 1988 prodal svému největšímu konkurentovi, firmě Wild Heerbrugg. Výroba v továrně v Aarau byla ukončena 29. ledna 1991.

## Výrobky

### Geodetické přístroje

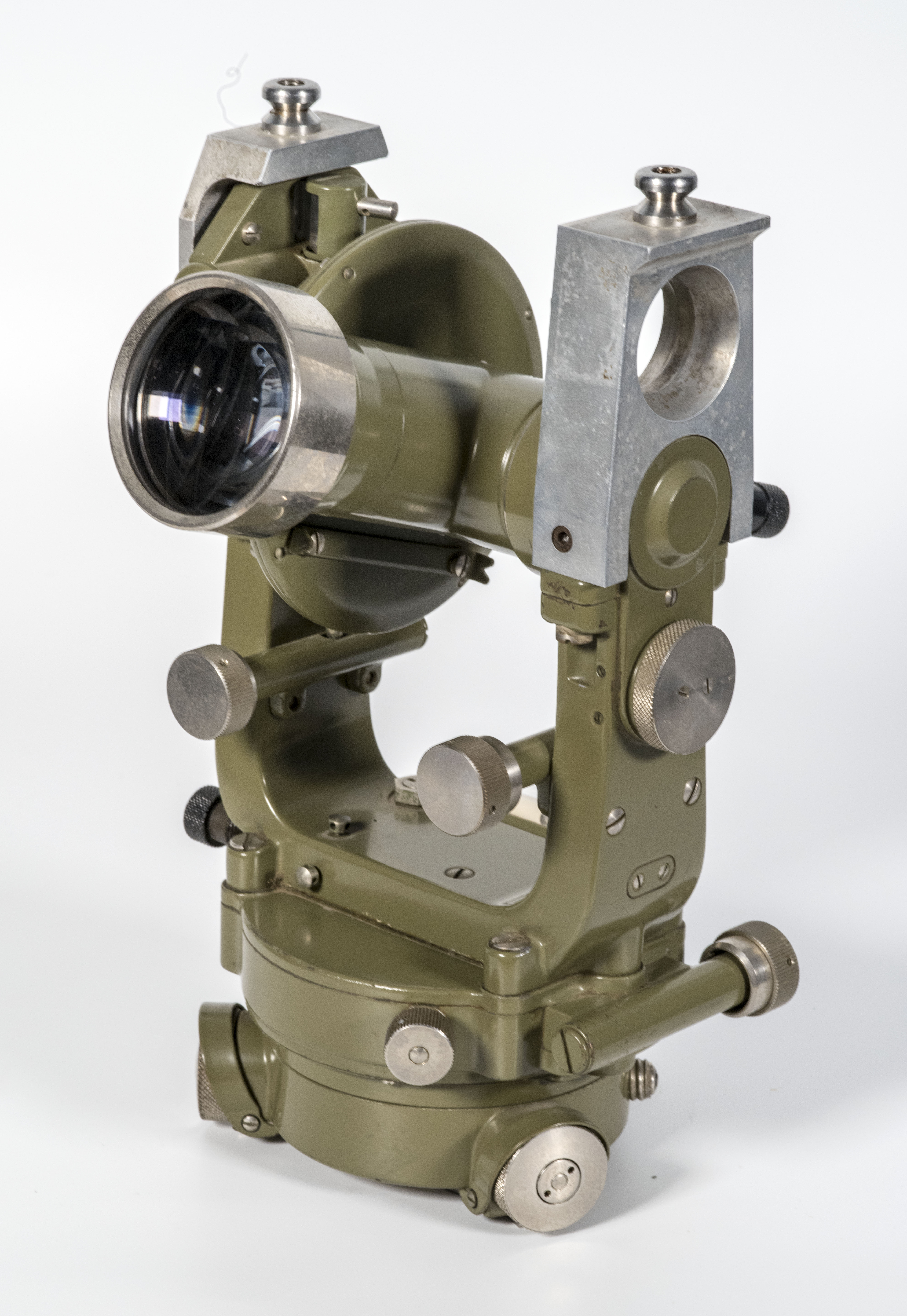
Teodolit Kern DKM2 s dodatečnou úpravou pro nasazovací dálkoměr

Ve druhé polovině dvacátého století vyrávěla firma následující geodetické přístroje:
- teodolity DKM1, DK2
- redukční tachymetr DKR
- Invarová základnová lať IB (Invarbasislatte)[4]
- vteřinové teodolity DKM2 a DKM3
- astronomický teodolit DKM3-A
- elektronické teodolity E1, E2, E12, E2-ST
- světelné dálkoměry DM1000, DM2000 a DM500
- světelné dálkoměry Mekometer ME3000 a později ME5000
- nivelační přístroje NK1, NK2, NK3, GK0, GK1, GK2

### Fotoaparáty
po roce 1923 byly vyráběny fotoaparáty, které měly čtvercový tvar a umožňovaly otáčení kazety s deskou o 90 stupňů:
- Bijou desková kamera 6,5x9 cm
- Quarter Plate desková kamera 8x10,5
- Sport desková kamera 9 x 12 cm

Dále byly vyráběny kamery na svitkový film:
- Simplo sklopná kamera na svitkový film 6 x 9 cm
- Rollka sklopná kamera na svitkový film 6 x 9 cm

Fotoaparáty byly vybaveny závěrkami Prontor nebo Compur.
- stereofotoaparát Stereo SS, vyráběný od roku 1930. Formát 20 x 20 mm.

### Fotografické objektivy

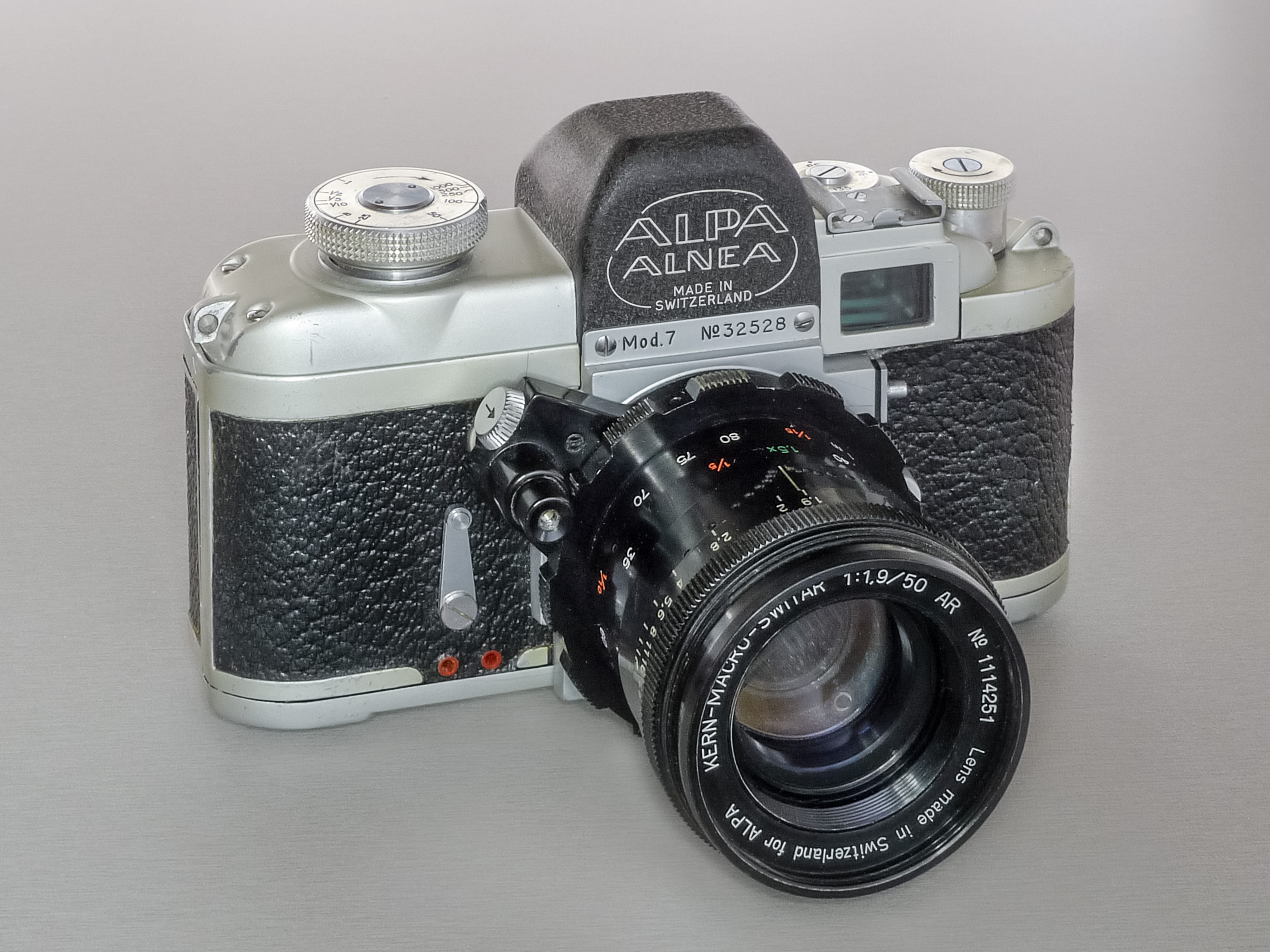
Fotoaparát ALPA ALNEA Modell 7 s objektivem Macro-Switar 1,9/50

- Kernlens (Kernlinse) - objektiv typu Dialyt, později vyráběn pod názvem Kernar, svetelnost 1:6,3 a 1:4,5, ohniskové vzdálenosti 85 - 480 mm. jednalo se o variantu objektivu Goerz Dogmar, který pro tuto firmu zkonstruoval W. Zschokke.
- portrétní objektiv Kern - objektiv typu triplet
- Kernon - objektiv typu Tessar, svetelnost 1:4,5 nebo 1:3,5, ohniskové vzdálenosti 80 - 360 mm

Po druhé světové válce vyráběla firma fotografické objektivy pro kamery Alpa firmy Pignons S. A.
- Photo-Switar 1,8/50 mm
- Macro-Switar 1,9/50 mm

### Filmové objektivy
Filmové objektivy byly montovány především do filmových kamer Bolex-Paillard a Eumig formátu 8 a 16 mm:
- Switar
- Pizar
- Yvar
- Vario-Switar

Objektivy Switar 1,6/10, 0,9/18, 2,2/75 a 4,5/180 byly použity na 16mm filmové kameře Maurer-DAC (Maurer Data Acquisition Camera), kterou používali kosmonauti Apolla 11. Tyto objektivy zkonstruoval Ludwig Canzek.

### Vojenská zařízení
- vojenské triedry
- zaměřovací zařízení pro střelné zbraně (puškohledy)
- zařízení pro noční vidění
- vojenské zeměměřické přístroje
- periskopy[6]

### Další
- mikroskopy
- kružidla a rýsovací soupravy

## Ediční činnost
Od roku 1959 firma vydávala vlastní časopis Kern Bulletin s informacemi o svých výrobcích a jejich použití v zeměměřické praxi. Poslední, čtyřicáté číslo vyšlo v roce 1987. Archiv časopisu je dostupný on-line.